# توتال کومندر

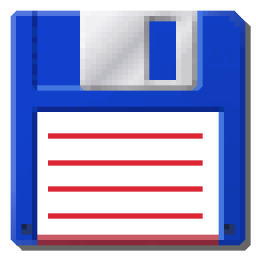
لوگوی توتال کامندر

توتال کومندر (که قبلاً Windows Commander نام داشت) یک نرم‌افزار مدیریت فایل ارتدوکس برای ویندوز، ویندوزفون، ویندوزموبایل / ویندوز سی‌ای و اندروید است که توسط کریستین گیسلر توسعه یافته‌است. در ابتدا با استفاده از دلفی کدنویسی شده بود، آخرین نسخه‌های ویندوز ۶۴ بیتی با لازاروس توسعه یافتند. دارای یک سرویس گیرنده FTP داخلی، رابط میانجی زبانه‌ها، مقایسه فایل‌ها، پیمایش فایل بایگانی، و یک ابزار تغییر نام چندگانه با پشتیبانی از عبارت منظم است. این نرم‌افزار در اکثر موارد با لینوکس با استفاده از واین سازگار است.
این ابزار از افزونه‌ها به شکل پلاگین‌ها پشتیبانی می‌کند.